# Erzbistum Montevideo

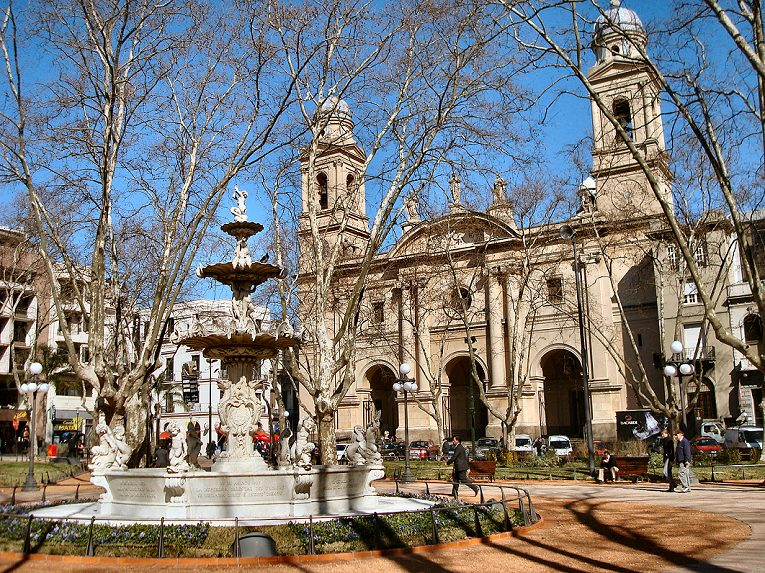
Kathedrale von Montevideo

Das Erzbistum Montevideo (lateinisch Archidioecesis Montisvidei, spanisch Arquidiócesis de Montevideo) ist ein römisch-katholisches Erzbistum in Uruguay mit Sitz in Montevideo.
Erzbischof des Erzbistums ist Daniel Fernando Sturla Berhouet.

## Geschichte
Das Erzbistum Montevideo wurde 1830 errichtet als Apostolisches Vikariat. Zur Diözese wurde das heutige Erzbistum am 13. Juli 1878 erhoben. Das neu gegründete Bistum wurde in seiner Bistumsgeschichte territorial verkleinert. Das führte am 14. April 1897 zur Neugründung der Bistümer von Melo und Salto. Zeitgleich wurde die Diözese Montevideo zum Erzbistum erhoben. Das Bistumsgebiet des Erzbistums und des Bistums Melo wurden letztmals am 15. November 1955 geteilt. Dieses führte zur Errichtung des Bistums San José de Mayo.

## Bischöfe
- Dámaso Antonio Larrañaga (Apostolischer Vikar, 1832 – 1848)
- Lorenzo Antonio Fernández (Apostolischer Vikar, 1848 – 1852)
- José Reina-Manuel Rivera (Apostolischer Vikar, 1852 – 1854)
- José Benito Lamas (Apostolischer Vikar, 1854 – 1857)
- Juan Domingo Fernández (Apostolischer Vikar, 1857 – 1859)
- Jacinto Vera y Durán (Apostolischer Vikar ab 26. Mai 1859; Bischof, 13. Juli 1878 – 6. Mai 1881)
- Inocencio María Yéregui (22. November 1881 – 1. Februar 1890)
- Mariano Soler (Bischof ab 29. Januar 1891; Erzbischof, 19. April 1897 – 26. September 1908)
- Juan Francisco Aragone (3. Juli 1919 – 20. November 1940)
- Antonio María Kardinal Barbieri OFMCap (20. November 1940 – 17. November 1976)
- Carlos Parteli (17. November 1976 – 12. Juli 1985)
- José Gottardi SDB (5. Juni 1985 – 4. Dezember 1998)
- Nicolás Cotugno SDB (4. Dezember 1998 – 11. Februar 2014)
- Daniel Fernando Kardinal Sturla Berhouet SDB (seit 11. Februar 2014)

## Weihbischöfe und Koadjutoren
- Inocencio María Yéregui (Weihbischof, 13. Mai 1881 – 22. November 1881)
- Ricardo Isaza y Goyechea (Weihbischof, 15. Februar 1891 – 28. Juni 1929)
- Pio Stella (Weihbischof, 22. Dezember 1893 – 21. September 1927)
- Antonio María Barbieri (Koadjutor, 6. Oktober 1936 – 20. November 1940)
- Antonio Corso (Weihbischof, 30. Juli 1958 – 26. Februar 1966)
- Miguel Balaguer (Weihbischof, 20. November 1962 – 26. Februar 1966)
- Carlos Parteli Keller (Koadjutor, 26. Februar 1966 – 17. November 1976)
- Andrés María Rubio García (Weihbischof, 18. Mai 1968 – 22. Mai 1975)
- José Gottardi (Weihbischof, 22. Mai 1975 – 5. Juni 1985)
- Raúl Horacio Scarrone Carrero (Weihbischof, 13. Oktober 1982 – 15. Juni 1987)
- Orlando Romero Cabrera (Weihbischof, 26. Mai 1986 – 25. Oktober 1994)
- Luis del Castillo (Weihbischof, 9. April 1988 – 21. Dezember 1999)
- Martín Pablo Pérez Scremini (Weihbischof, 6. März 2004 – 15. März 2008)
- Milton Tróccoli (Weihbischof, 20. Dezember 2009–15. Juni 2018, dann Bischof von Maldonado-Punta del Este)
- Daniel Fernando Sturla Berhouet (Weihbischof, von 10. Dezember 2011[1] bis 11. Februar 2014 (Ernennung zum Erzbischof))
- Luis Eduardo González Cedrés (Weihbischof, 11. Mai 2018–26. September 2023, dann Bischof von Mercedes)
- Pablo Alfonso Jourdán Alvariza (Weihbischof, 24. Juli 2018 – 15. September 2021, dann Bischof von Melo)

## Pfarreien
Das Erzbistum Montevideo ist in zehn Zonen unterteilt. Dies sind die Folgenden:
- Zone 1: Ciudad Vieja, Centro, Cordon
- Zone 2: Aguada, La Comercial, Goes
- Zone 3: Prado, Parque Posadas, Reducto
- Zone 4: Paso Molino, Belvedere, Nuevo París, La Teja, Cerro, Casabó, Sta. Catalina, Paso de la Arena, Las Torres, Maracaná, Pta. Yeguas, Santiago Vázquez, Espinillo
- Zone 5: Sayago, Peñarol, Colón, Villa Colón, Melilla
- Zone 6: Pocitos, Punta Carretas, Parque Rodó, Cordón Sur
- Zone 7: Buceo, Malvín, Punta Gorda, Carrasco, Carrasco Norte
- Zone 8: La Unión, Villa Española, La Blanqueada, Larrañaga, Buceo, Puerto Rico
- Zone 9: Cerrito de la Victoria, Aires Puros, Piedras Blancas, Puntas de Manga
- Zone 10: Camino Maldonado, Manga Carrasco Norte